# Symphlebia nigropunctata
Symphlebia nigropunctata är en fjärilsart som beskrevs av Gottfried Christian Reich 1935. Symphlebia nigropunctata ingår i släktet Symphlebia och familjen björnspinnare. Inga underarter finns listade i Catalogue of Life.